# Altchemnitz
Altchemnitz, Chemnitz-Altchemnitz – dzielnica miasta Chemnitz w Niemczech, w kraju związkowym Saksonia. 